# Wyeomyia esmeraldasi
Wyeomyia esmeraldasi är en tvåvingeart som beskrevs av Levi-castillo 1955. Wyeomyia esmeraldasi ingår i släktet Wyeomyia och familjen stickmyggor.
Artens utbredningsområde är Ecuador. Inga underarter finns listade i Catalogue of Life.